# Emily Freeman
Emily Freeman (ur. 24 listopada 1980 w Huddersfield) – brytyjska lekkoatletka, sprinterka.

## Osiągnięcia
- srebrny medal mistrzostw Europy (sztafeta 4 x 100 m, Göteborg 2006)
- 1. miejsce podczas superligi drużynowych mistrzostw Europy (bieg na 100 m, Leiria 2009), Freeman biegła na tej imprezie na trzeciej zmianie brytyjskiej sztafety 4 x 100 metrów, która uplasowała się na 2. pozycji
- 7. lokata na mistrzostwach świata (bieg na 200 m, Berlin 2009)

### Rekordy życiowe
- bieg na 100 m - 11,33 (2009)
- bieg na 200 m - 22,64 (2009)
- bieg na 300 m - 38,04 (2007)
- bieg na 400 m - 53,31 (2007)